# Enrique Múgica
Pour les articles homonymes, voir Múgica.
Enrique Múgica Herzog, né le 20 février 1932 à Saint-Sébastien et mort le 10 avril 2020 à Madrid, est un homme d'État espagnol.
Il est député de Guipuscoa entre 1977 et 2000, ministre de la Justice de 1988 à 1991 et défenseur du peuple entre 2000 et 2010.

## Biographie
- Ministre de la Justice : 
  - 12 juillet 1988 - 7 décembre 1989 : Gouvernement González II
  - 7 décembre 1989 - 12 mars 1991 :  Gouvernement González III.

En 1997, il est nommé président de la Commission d'enquête sur les transactions d'or provenant du troisième Reich pendant la Seconde Guerre mondiale.
Nommé depuis juin 2000 défenseur du peuple, il a été reconduit dans ses fonctions en juin 2005.

### Mort
Enrique Múgica meurt le 10 avril 2020 de la Covid-19 à Madrid.